# Kornmarkt (Bautzen)
Der Kornmarkt, obersorbisch Žitne wiki, ist der größte innerstädtische Platz in Bautzen. Er befindet sich am Ostrand der Altstadt und kann aufgrund seiner Lage, der zahlreichen auf ihn einmündenden Straßen und der anliegenden Gebäude als zentraler Platz der Spreestadt bezeichnet werden.

## Straßen
Vom Kornmarkt gehen folgende Straßen ab: Der Wendische Graben nach Norden, Steinstraße, Rosenstraße und Tuchmacherstraße nach Osten, Karl-Marx-Straße nach Süden sowie Lauengraben, Schulstraße, Kesselstraße und Reichenstraße nach Westen. Über den Platz selbst verläuft – von der Friedensbrücke über den Lauengraben kommend – die Staatsstraße 111.
Über den Platz laufen fast alle innerstädtischen Buslinien. Diese bedienen in Richtung Norden die Haltestelle Kornmarkt am Kornmarkt-Haus und in Richtung Süden die Haltestelle Reichenturm vor dem Hotel Best Western.

## Bebauung
Im Uhrzeigersinn befinden sich folgende nennenswerten Gebäude rund um den Kornmarkt: Im Norden die Bürgerschule (auch „Buttermarktschule“, Sitz der Kinder- und Jugendbibliothek) und das Best Western Hotel (früher „Lubin“), im Osten das 2014 erbaute „Kornmarkthaus“ mit einem Supermarkt und weiteren Geschäften, im Südwesten das Kornmarkt-Center, im Westen das Museum Bautzen und in der nordwestlichen Ecke der Reichenturm.

### Baudenkmale
Neben dem Reichenturm und dem Museumsgebäude (Kornmarkt 1) sind einige weitere Gebäude rund um den Platz als Kulturdenkmale geschützt, so an der Ostseite die Häuser Kirchplatz 5 (mit Gaststätte) und Kornmarkt 9 (rechts daneben), an der Südseite am Übergang zum Lauengraben die Häuser Kornmarkt 2 und 4 sowie an der Westseite das Haus Kornmarkt 3 („Weintraube“). Letzteres stammt aus dem Jahr 1762 und ist nach dem Reichenturm das älteste Gebäude am Platz.
Auf dem Platz, östlich der Staatsstraße, befindet sich außerdem seit 1957 die Kursächsische Postmeilensäule, welche ursprünglich im Ortsteil Schmole aufgestellt war. In der südöstlichen Ecke am Eingang der Tuchmacherstraße wurde 2014 ein Denkmal für den Bautzener Bürgermeister Johannes Kaeubler aufgestellt.

## Geschichte

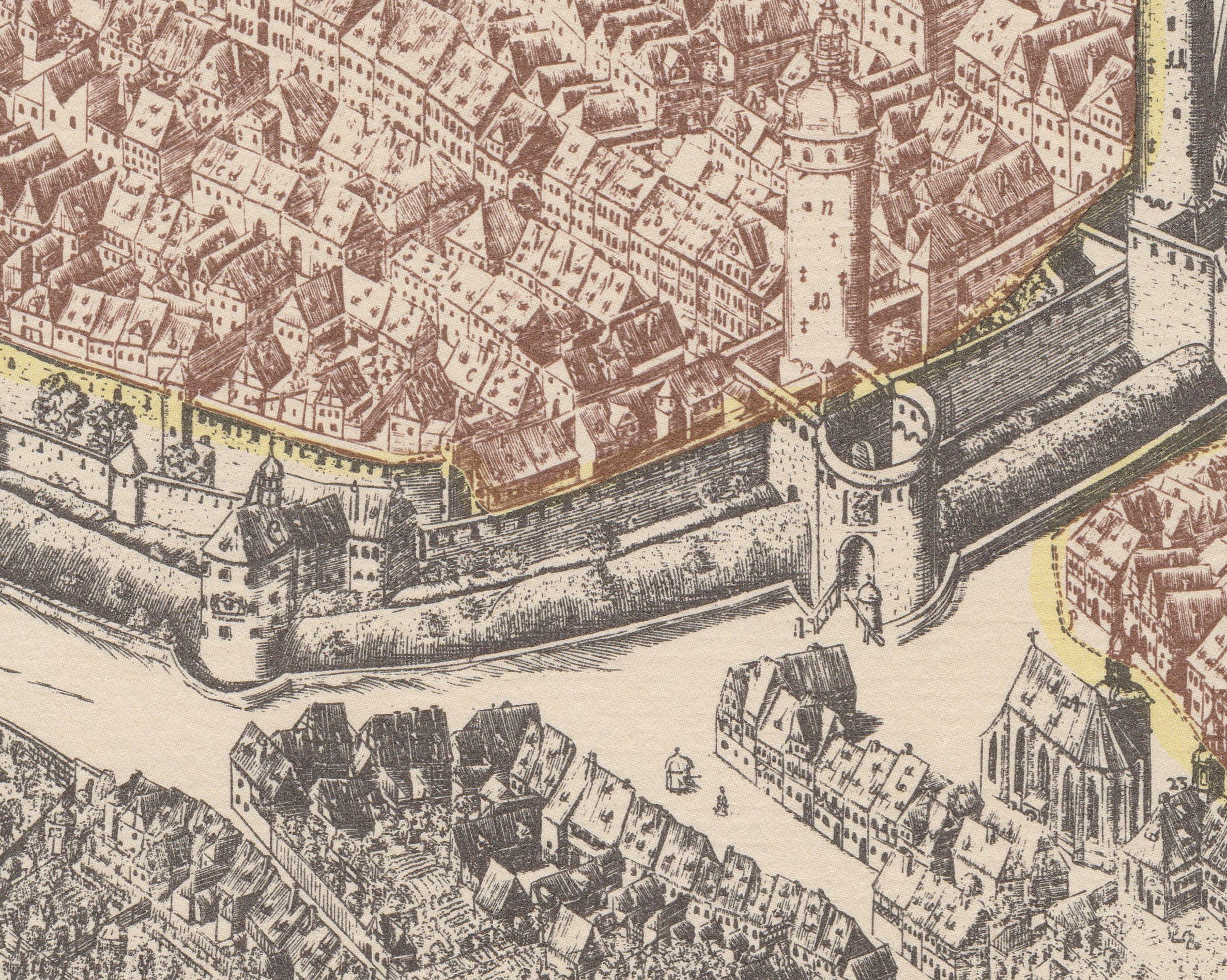
Die Umgebung des heutigen Kornmarkts auf dem Schreiberplan von 1709

Über den heutigen Kornmarkt verlief ursprünglich die innere Stadtmauer vom Reichenturm zur Schulbastei. An die Barbakane des ehemaligen Reichentores erinnern restaurierte Grundmauern auf dem Platz. Im Jahr 1844 verlegte die Stadt den immer weiter zunehmenden Getreidehandel aus der direkten Innenstadt heraus auf den heutigen Kornmarkt, der so seinen Namen erhielt.
Von 1945 bis 1990 hieß der Markt Platz der Roten Armee und wurde auch für Paraden und zentrale Kundgebungen genutzt.
Im Zuge der geplanten Umgestaltung des Stadtzentrums wurde 1972 an der Ostseite des Kornmarktes ein 13-stöckiger Experimentalbau („Haus der Mode“) errichtet, wofür dort teils noch intakte Bausubstanz abgerissen wurde. Bereits zuvor war 1969 das alte Stadttheater in der Südwestecke des Platzes abgerissen worden. Aufgrund der notwendigen Umleitung des Durchgangsverkehres wurde im selben Jahr auch das noch erhaltene Reichentor in der Nordwestecke beseitigt. Das Hochhaus, welches bereits von weithin sichtbar war, wurde 1999/2000 abgerissen. Im selben Zeitraum erfolgte der Bau des Kornmarkt-Centers. Seit 2014 befindet sich am Standort des ehemaligen Hochhauses das wesentlich niedrigere, aber dennoch markante „Kornmarkthaus“.
Aufgrund seiner Größe und zentralen Lage wird der Markt regelmäßig sowohl für Stadtfeste als auch für Kundgebungen und Demonstrationen jeglicher Couleur genutzt. Außerdem wird er als öffentlicher Treffpunkt auch in den Abend- und Nachtstunden genutzt. Im September 2016 geriet er als Schauplatz von Zusammenstößen zwischen jugendlichen Asylbewerbern und teils gewaltbereiten Deutschen aus der rechtsextremen Szene in die bundesweiten Schlagzeilen.

## Galerie

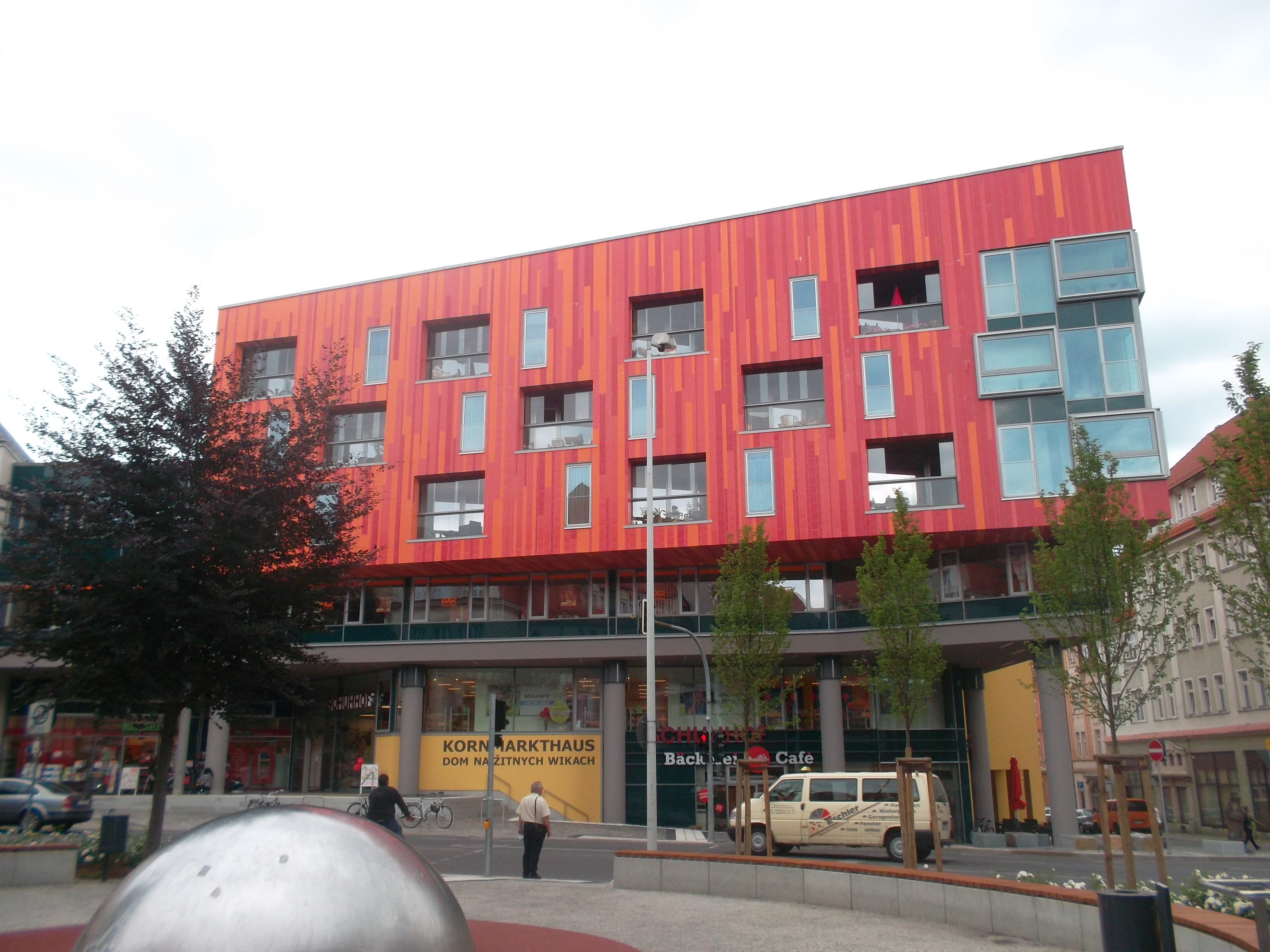
Das Kornmarkthaus
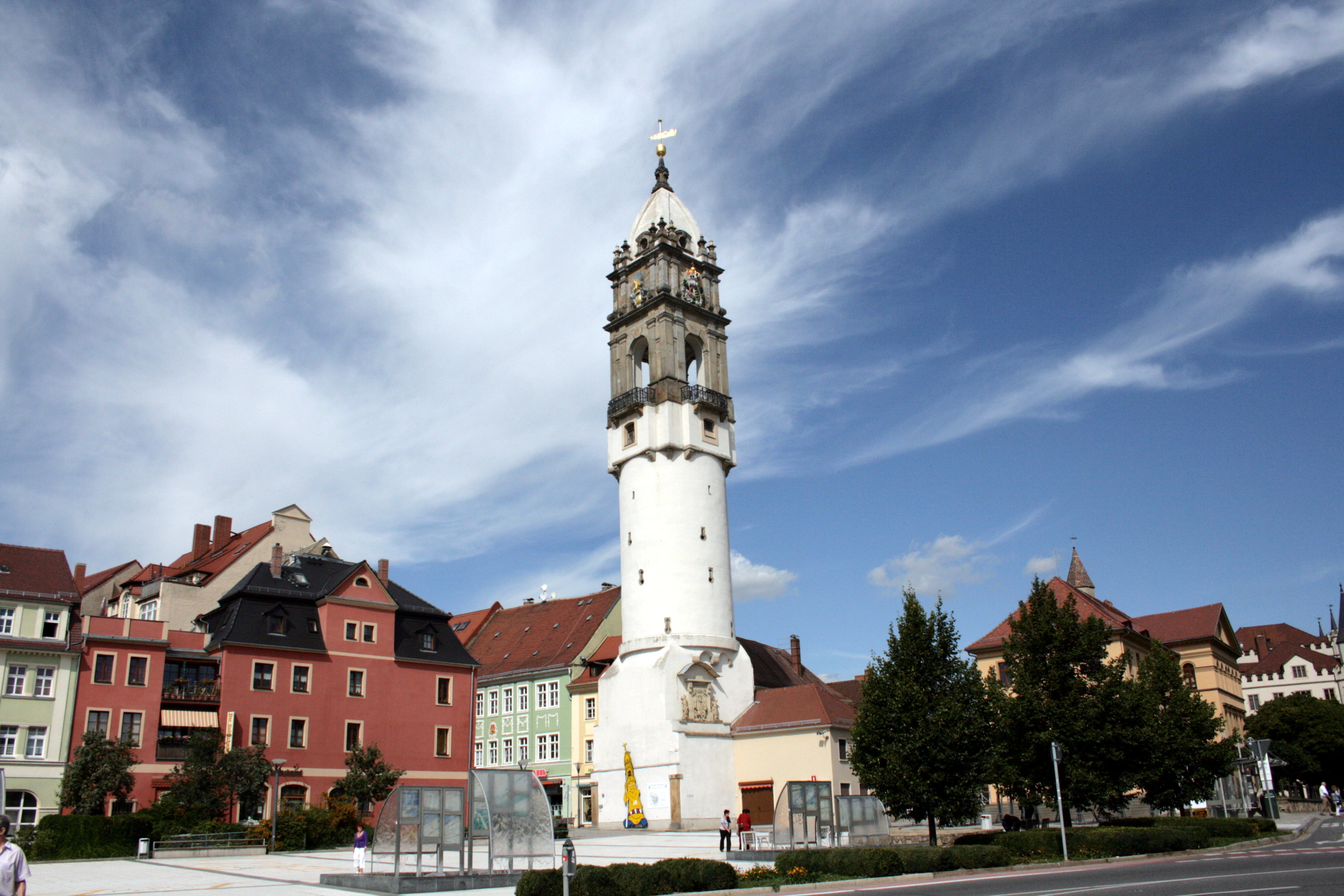
Der Reichenturm vom Kornmarkt aus
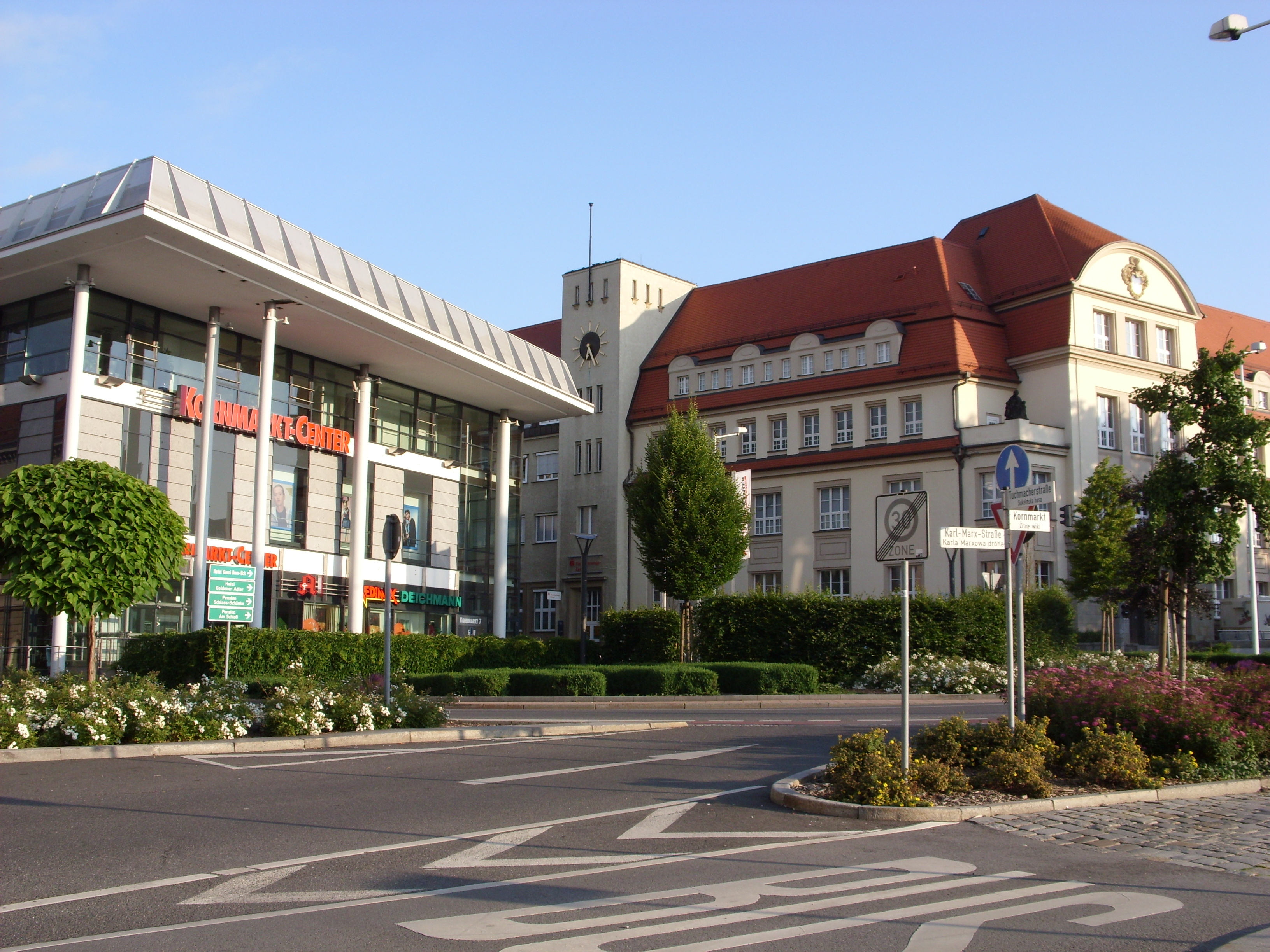
Stadtmuseum und Kornmarkt-Center im Südwesten des Platzes
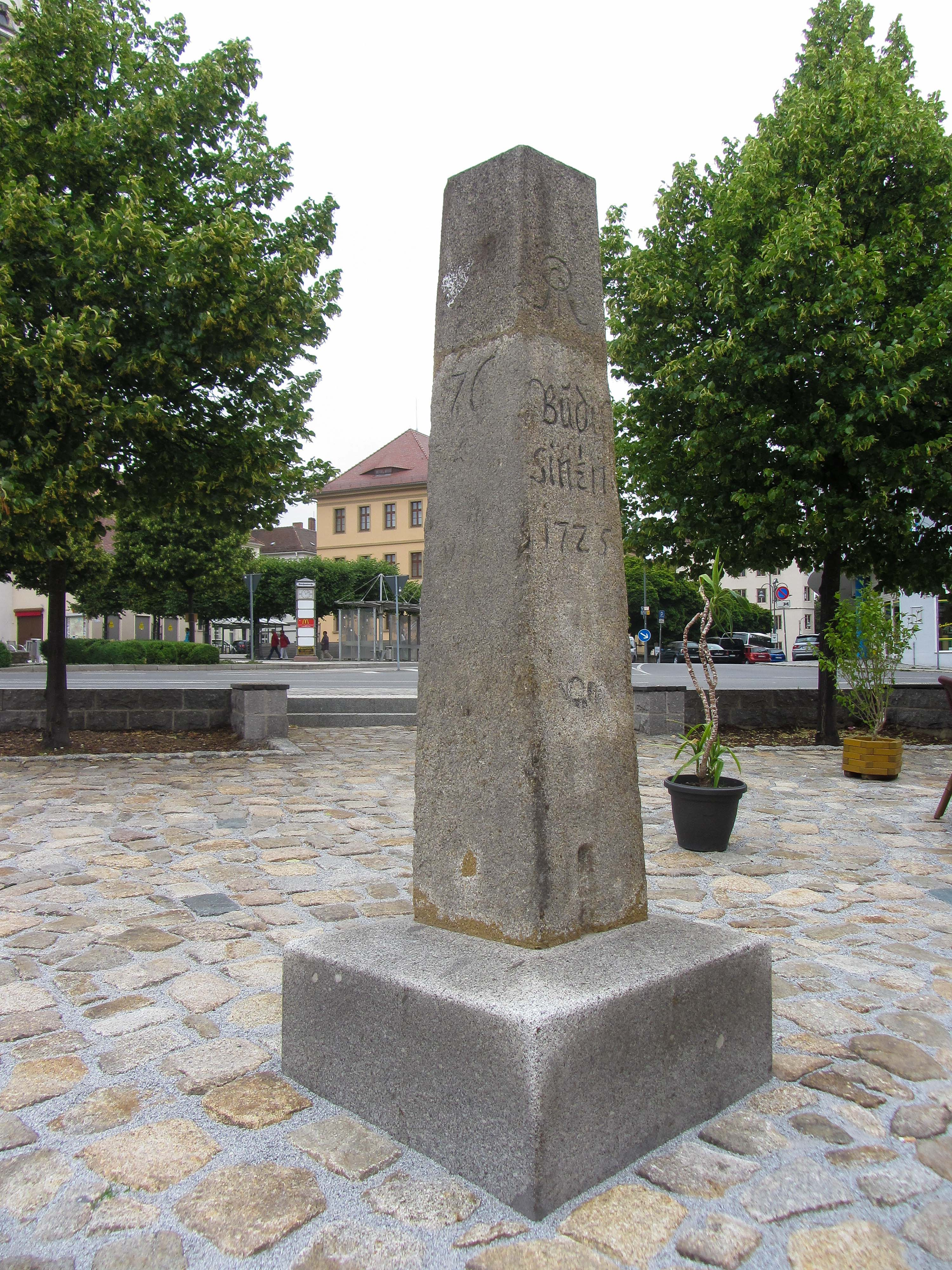
Die Postmeilensäule
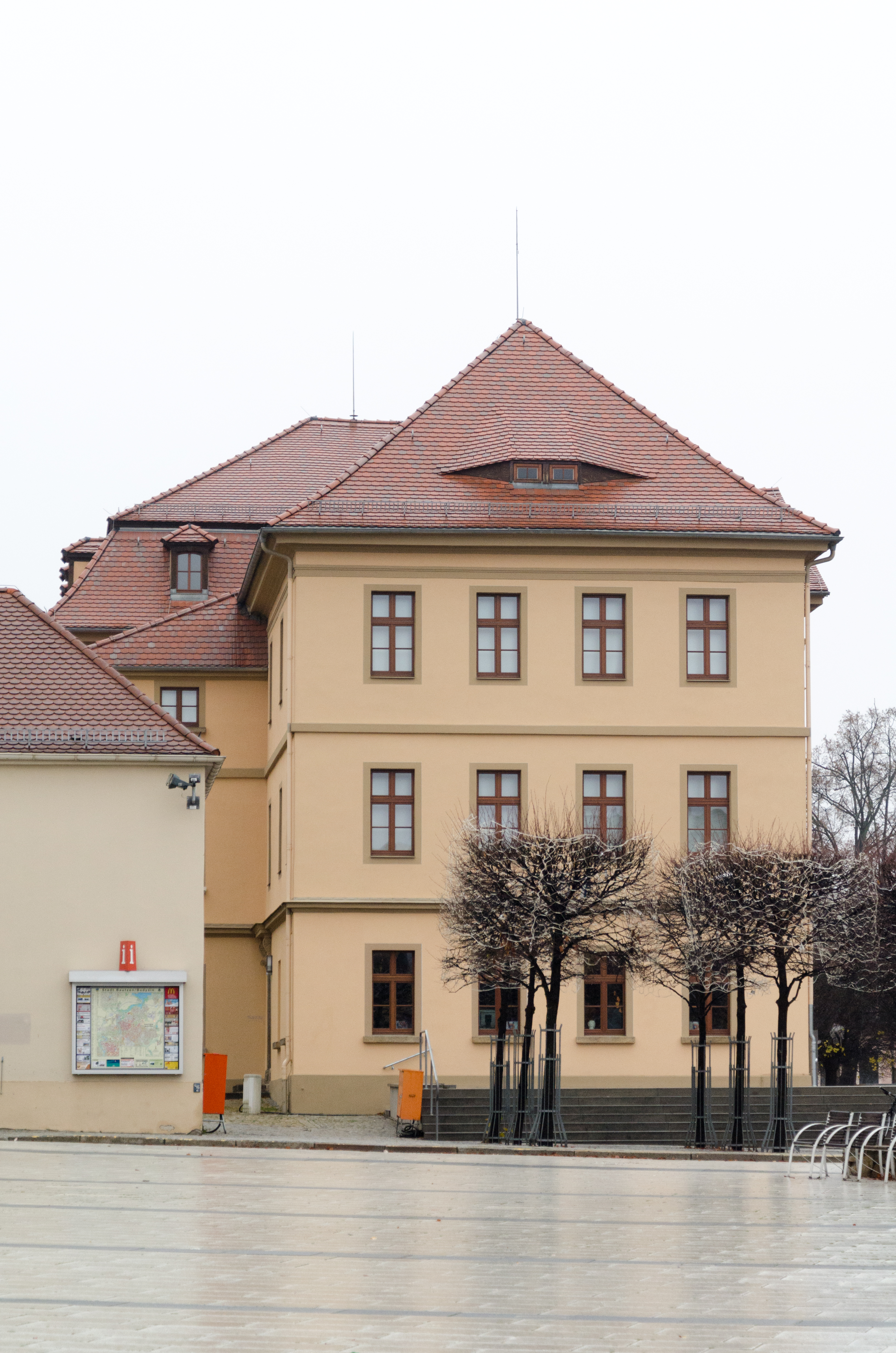
Die Bürgerschule

### Historische Ansichten

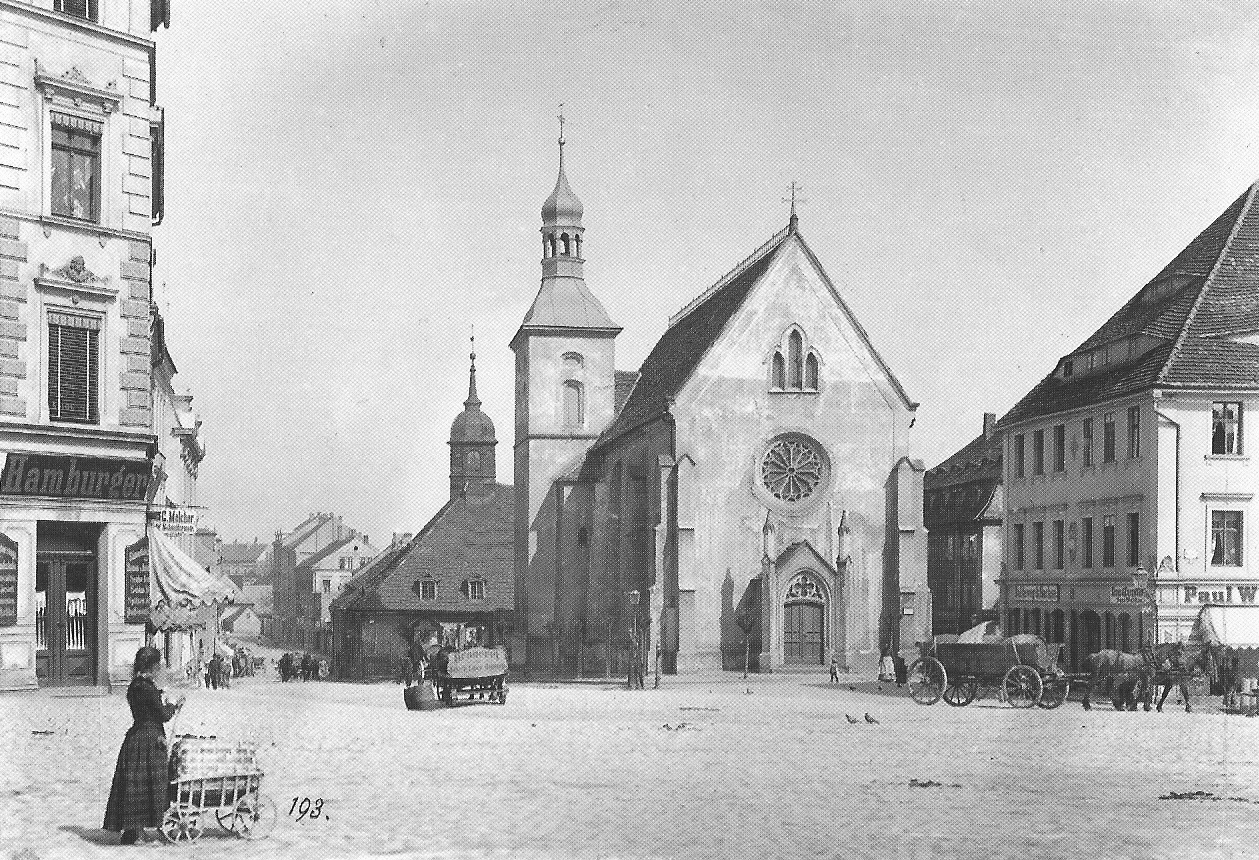
Eingang zur Steinstraße (1899)
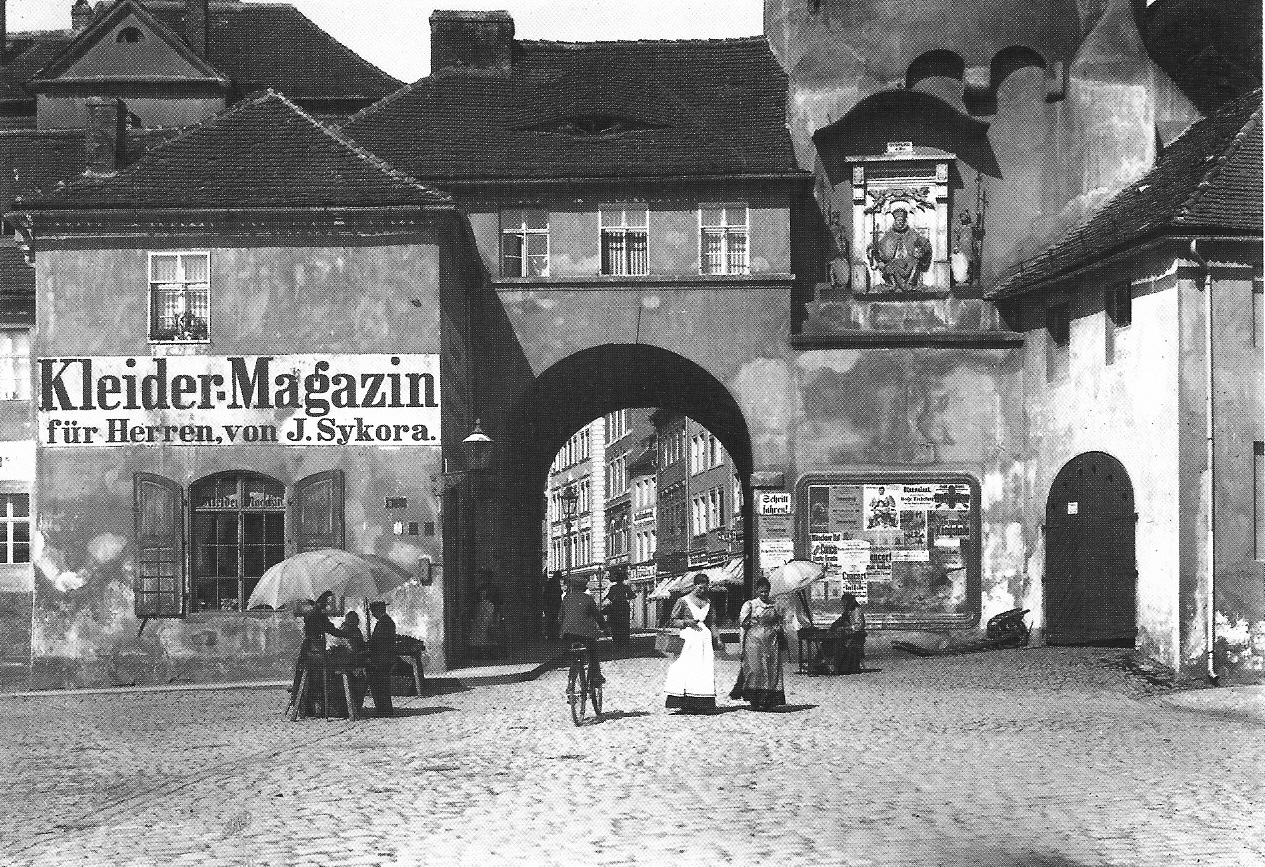
Das Reichentor (vor 1910)
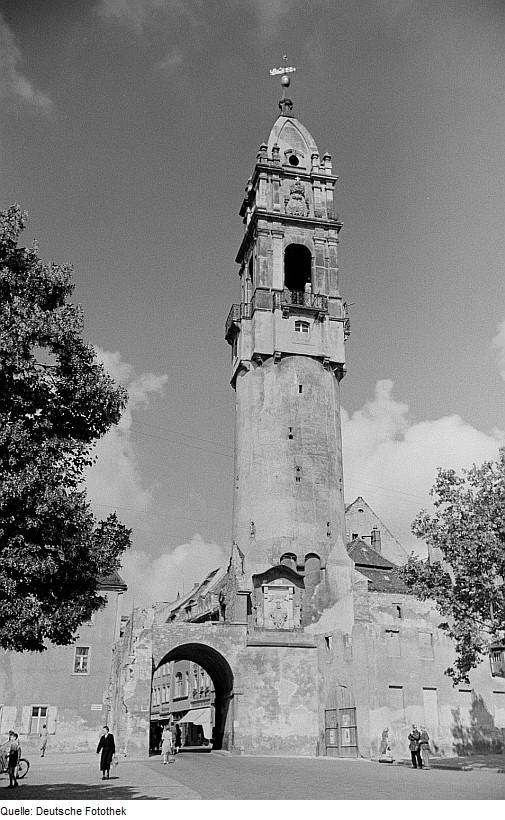
Reichenturm mit Tor (1950)
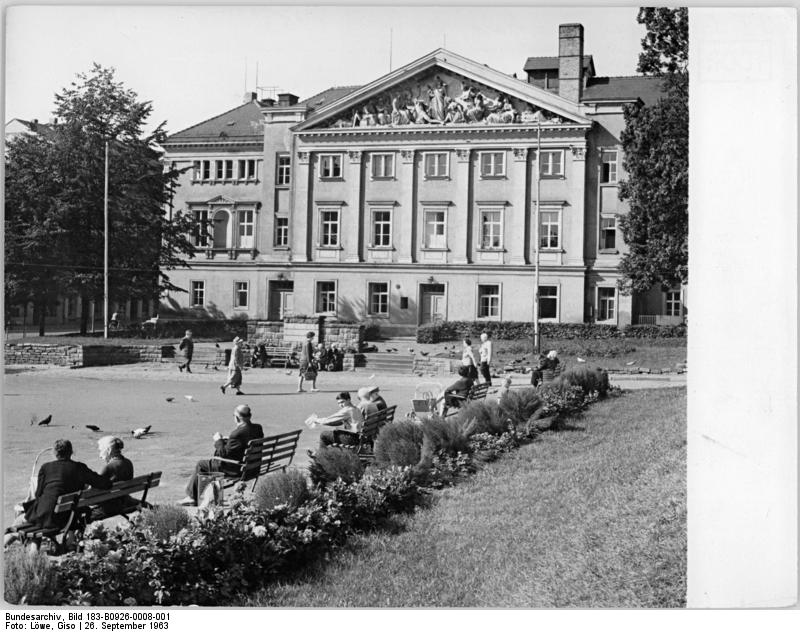
Das alte Stadttheater (1963)
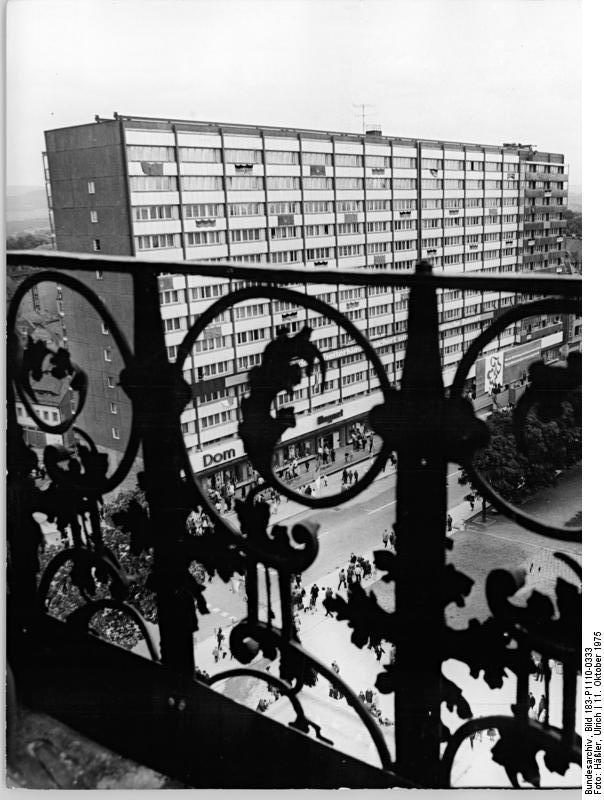
Blick vom Reichenturm auf das „Haus der Mode“ (1975)

## Weblink
Koordinaten: 51° 10′ 50,2″ N, 14° 25′ 39,1″ O